# آلي رايلي
علي رايلي (بالإنجليزية: Ali Riley) (30 أكتوبر 1987 في الولايات المتحدة -) هي لاعبة كرة قدم نيوزلندية في مركز الدفاع، شاركت في الألعاب الأولمبية الصيفية 2012 والألعاب الأولمبية الصيفية 2016 والألعاب الأولمبية الصيفية 2008. وشاركت مع منتخب نيوزيلندا تحت 20 سنة للسيدات لكرة القدم ‏ ومنتخب نيوزيلندا الوطني لكرة القدم للنساء. أما مع النوادي، فقد لعبت مع وسترن نيويورك فلاش ونادي روسينجورد للسيدات ووسترن نيويورك فلاش وPali Blues ‏ وإف سي قولد برايد.

## وصلات خارجية
- آلي رايلي على موقع الاتحاد الدولي (مؤرشف)  (الإنجليزية)
- آلي رايلي على موقع الاتحاد الأوربي (الإنجليزية)
- آلي رايلي على موقع اتحاد السويد (السويدية)
- آلي رايلي على موقع قاعدة بيانات كرة القدم.إي يو (الإنجليزية)
- آلي رايلي على موقع Soccerway.com (الإنجليزية)
- آلي رايلي على موقع عالم كرة القدم.نت (الإنجليزية)
- آلي رايلي على موقع اللجنة الأولمبية الدولية (الإنجليزية)
- آلي رايلي على موقع أوليمبيديا (الإنجليزية)
- آلي رايلي على موقع اللجنة الأولمبية النيوزيلندية (الإنجليزية)